# Rouseïta
La rouseïta és un mineral de la classe dels òxids. Nom atorgat en honor del Dr. Ronald Rouse (1943-) mineralogista de la Universitat de Michigan.

## Classificació
La rouseïta es troba classificada en el grup 4.JC.15 segons la classificació de Nickel-Strunz (4 per a Òxids (hidròxids, V [5,6] vanadats, arsenits, antimonurs, bismutits, sulfits, selenits, tel·lurits, iodats); J per a Arsenits, antimonits, bismutits, sulfits, selenits, tel·lurits; iodats i C per a Arsenit, antimonurs, bismutits; sense anions addicionals, amb H₂O; el nombre 15 correspon a la posició del mineral dins del grup). En la classificació de Dana el mineral es troba al grup 45.1.2.2 (45 per a Àcid i antimonits i arsenits normals i 1 per a diversos; 2 i 2 corresponen a la posició del mineral dins del grup).

## Característiques
La rouseïta és un òxid de fórmula química Pb₂Mn2+[AsO₃]₂·2H₂O. Cristal·litza en el sistema triclínic. La seva duresa a l'escala de Mohs és 3. És d'un dolor groc ataronjat; la seva llüissor és vítria.

## Formació i jaciments
Sol trobar-se en talls de fractura mineral de calcita-hausmannita secundària. S'ha descrit a Europa.